# Gerardus Mercator
Gerard Kremer, conocido por su nombre latinizado Gerardus Mercator (Rupelmundo, Flandes; 5 de marzo de 1512-Duisburgo, Sacro Imperio Romano Germánico; 2 de diciembre de 1594), también llamado Mercator o Gerardo Mercator, fue un geógrafo, matemático y cartógrafo flamenco, famoso por idear la llamada proyección de Mercator, un sistema de proyección cartográfica conforme, en el que se respetan las formas de los continentes pero no los tamaños. Fue uno de los primeros en utilizar el término «atlas» para designar una colección de mapas.

## Biografía

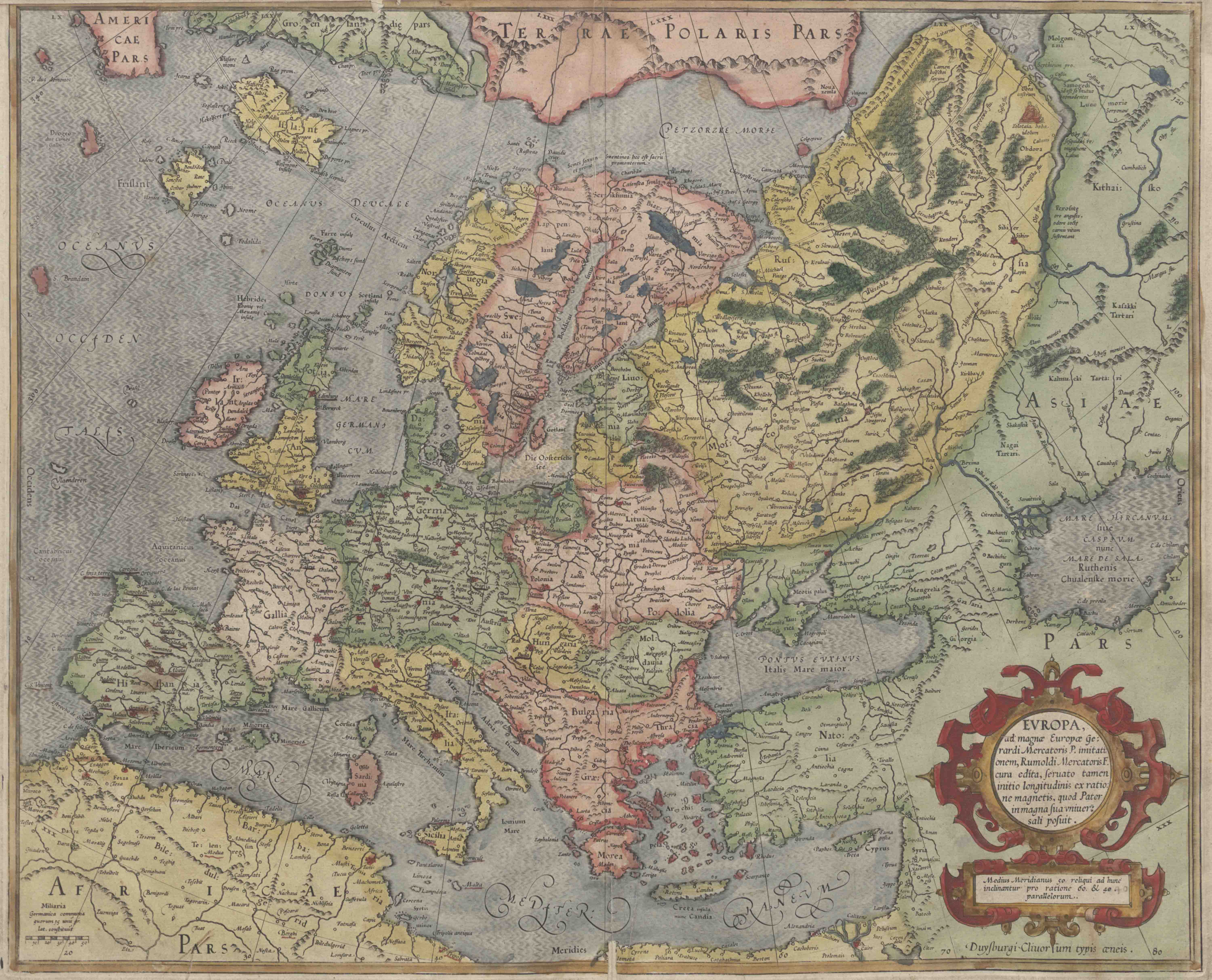
Mapa de Europa realizado por Mercator en 1589.

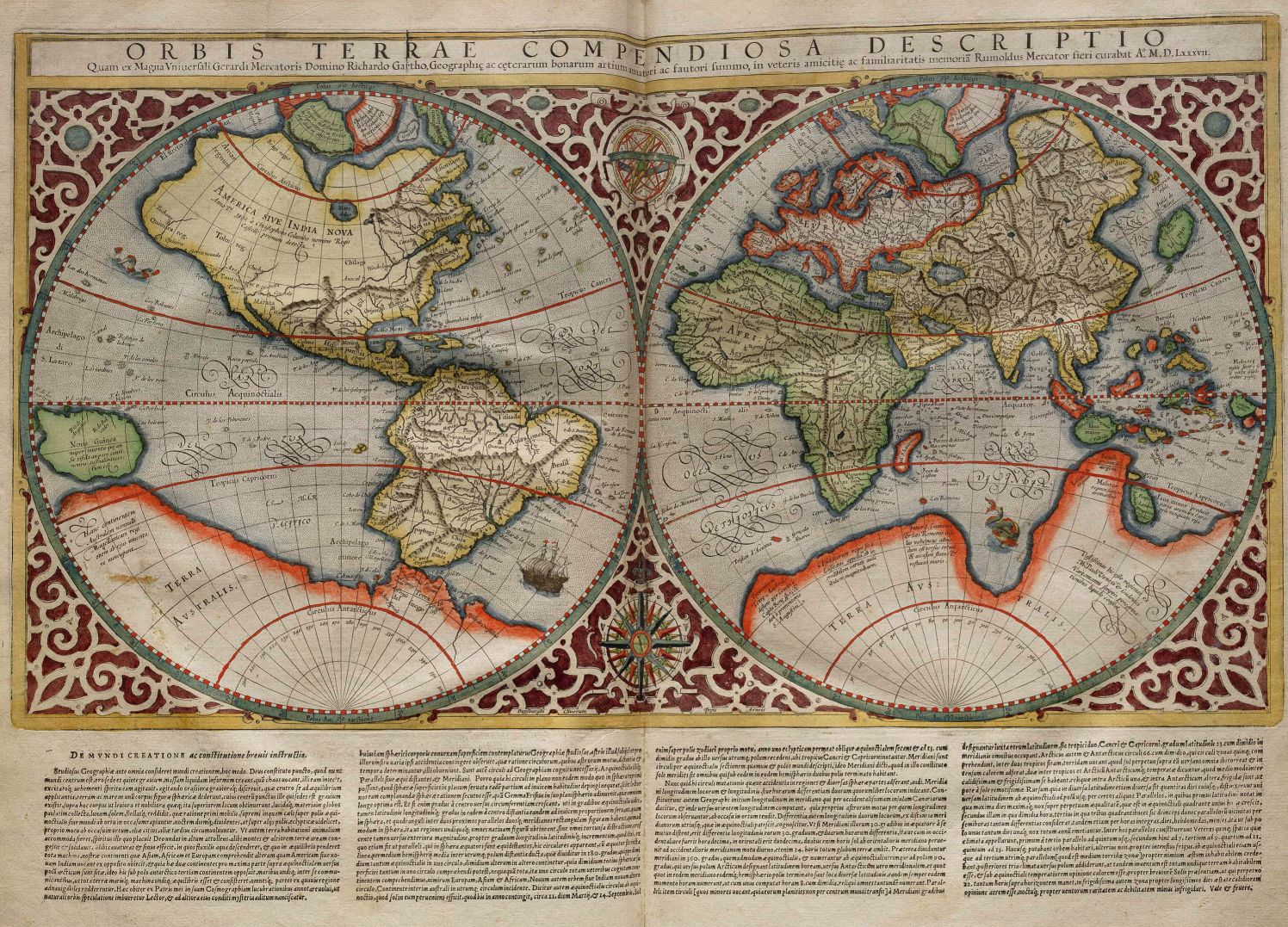
Planisferio de Rumold Mercator, de 1587.

Nació en Rupelmundo, Flandes. Su nombre era Gerard de Cremere (o Kremer). Mercator es la latinización de su nombre, que significa 'mercader'. Recibió educación del humanista Macropedius en Bolduque y en la Universidad Católica de Lovaina. 
En 1534, Mercator se dedicó al estudio de la astronomía y la geografía bajo la tutela del matemático Gemma Frisius. También aprendió a hacer grabados gracias a la ayuda de Gaspard van der Heyden, grabador y constructor de globos terráqueos (mapas esféricos). A principios del siglo XVI, los cartógrafos, o dibujantes de mapas, empleaban gruesos caracteres góticos que limitaban el espacio disponible para añadir información en los mapas. No obstante, Mercator adoptó un nuevo estilo italiano de escritura cursiva —o letra itálica— que resultó muy útil en la fabricación de globos terráqueos y un tipo de letra más adecuado para los grabados en cobre de los mapas. Escribió al respecto un libro que fue el primero que trataba sobre este tema (Europa del Norte). Trabajó como grabador con Frisius y van der Heyden en la elaboración de un mapa esférico en 1536.
Su primer trabajo en solitario fue la elaboración de un mapa de Palestina en 1537, después de lo que dedicó tres años a su Exactissima Flandriae Descriptio (La descripción más exacta de Flandes), el mejor mapa de Flandes confeccionado hasta el momento.
En 1544 por mostrarse tolerante al protestantismo es acusado de herejía y pasó en prisión siete meses. En 1552, se trasladó a Duisburgo donde abre un taller de cartografía. Trabajó en la elaboración de un mapa de Europa, compuesto por seis paneles, que completó en 1554; también se dedicó a enseñar matemática. Asimismo realizó otros mapas. Fue nombrado cosmógrafo de la corte por el duque Guillermo de Cléveris en 1564. Durante estos años, concibió la idea de una nueva proyección aplicable en los mapas, que utilizó por primera vez en 1569, la cual sería conocida posteriormente como proyección de Mercator; lo novedoso en su propuesta del nuevo sistema de proyección era que las líneas de longitud eran paralelas, lo cual facilitaba la navegación por mar al poderse marcar las direcciones de las brújulas con líneas rectas.
Estimuló al geógrafo Abraham Ortelius a hacer el primer atlas moderno, Theatrum Orbis Terrarum en 1570. Posteriormente Mercator comenzó a elaborar su propio atlas, organizado en varios tomos, el primero de los cuales fue publicado en 1578 y consistía en una versión corregida de los mapas de Ptolomeo, aunque esta edición también incluía algunos errores propios de Mercator. En 1585, se publicaron mapas de Francia, Sacro Imperio Romano Germánico y Países Bajos, y en 1588 se agregaron mapas de los Balcanes y Grecia.
En el título de su obra Atlas sive Cosmographicae meditationes de fabrica mvndi et fabricati figura (Atlas, o meditaciones cosmográficas sobre la creación del universo y el universo en tanto creación) es donde aparece por primera vez el término Atlas para describir una publicación de ese tipo. Los dos primeros tomos aparecieron en 1594 y el tercero al año siguiente completado por su hijo Rumold  y su nieto Michael.

## Obra
- Gerardus Mercator. Literarum latinarum, quas italicas, cursoriasque vocant, scribendarum ratio, Louvain 1540; edición: Facs. Louvain 1540; Miland Publ. 1970

- Evangelicae historiae quadripartita Monas, sive Harmonias quatuor Evangelistarum ... / digesta et demonstrata per Gerardum Mercatorem. - Duysburgi : Cliuorum, 1592. en línea en Universitäts- und Landesbibliothek Düsseldorf

- Germaniae tabulae geographicae. - Duisburgo : Gerhard Mercator d.Ä., 1594. en línea
  - 1. Germaniae tabulae geographicae. 1594
  - 2. Galliae tabulae geographicae. 1594
  - 3. Belgii inferioris geographicae tabulae. 1594

- Atlas Sive Cosmographicae Meditationes De Fabrica Mvndi Et Fabricati Figura. - Dvisbvrgi Clivorvm : Mercator, 1595. en línea

- Literarum latinarum, quas italicas, curcoriasque vocat, scribendarum ratio. Louvain : 1540

- The Treatise of Gerard Mercator, Literarum Latinarum, quas Italicas, cursoriasque vocant, scribendarum ratio. Antwerp 1540, editado en facsimiles con introducción... y nota de Stanley Morison. Antwerp: De Sikkel; París, The Pegasus Press. 1930. 8°, 56 pp.

Otro facsímil de la edición de 1540 : Nieuwkoop : HES & De Graaf, 1970
- Reeditado en Anvers : Joannes Richard, 1549. 4°, 28 f. Cat. Destailleur n.° 888
- Otra reedición en Anvers, Jean Bellère, 1557

## Legado
Mercator falleció sin haber terminado su atlas. Fue su hijo Rumold Mercator, quien concluiría la obra publicando más mapas en 1595.
El Museo Mercator, en Sint-Niklaas, Bélgica, tiene una exposición permanente con trabajos sobre la vida y el legado de Mercator.

## Eponimia
- El cráter lunar Mercator lleva este nombre en su memoria.[6]
- El asteroide (4798) Mercator también conmemora su nombre.[7]
- El Telescopio Mercator ubicado en el Observatorio del Roque de los Muchachos lleva su nombre